# Revò
Revò is een plaats en voormalige gemeente in de Italiaanse provincie Trente (regio Trentino-Zuid-Tirol) en telt 1233 inwoners (31-12-2004). De oppervlakte bedraagt 13 km², de bevolkingsdichtheid is 95 inwoners per km².
De volgende frazioni maken deel uit van de gemeente: Tregiovo.

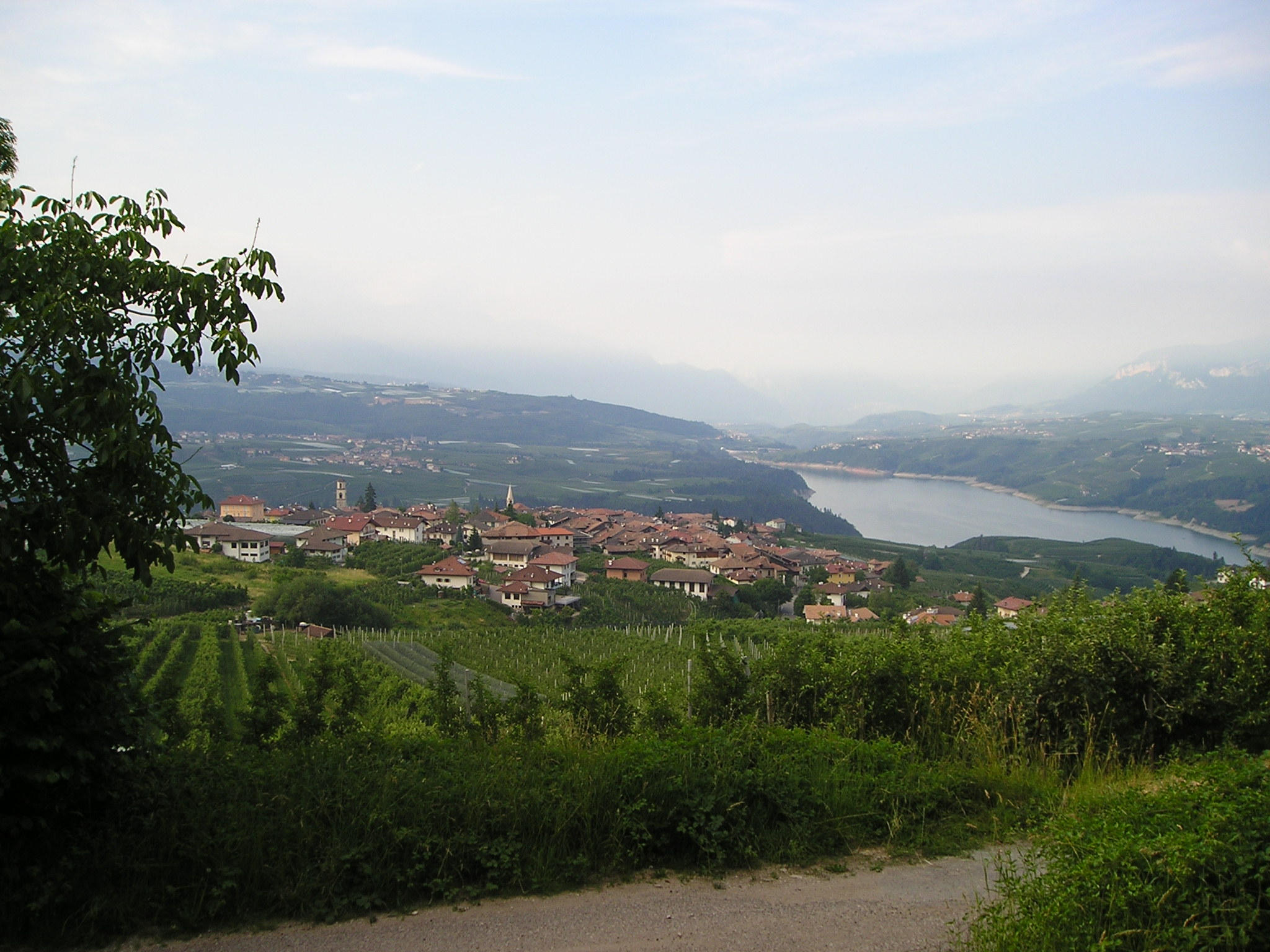
Revo en Lago di Santa Giustina
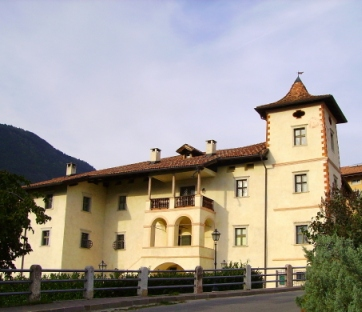
Revo

## Geboren
- Giovanni Canestrini (1835-1900), natuuronderzoeker en arachnoloog

Brez · Cagnò · Cloz · Revò · Romallo
1. ↑  Popolazione Residente al 1° Gennaio 2018. Istituto Nazionale di Statistica. Geraadpleegd op 16 maart 2019.